# Попов, Виктор Васильевич
 Ви́ктор Васи́льевич Попо́в  (1927—2007) — крупный советский и российский геолог, доктор геолого-минералогических наук, академик Российской академии естественных наук, лауреат Ленинской и Государственной премий, автор более 160 печатных и рукописных работ, в том числе девять монографий.

## Биография
Родился 17 ноября 1927 г. в деревне Панино (ныне — Токарёвского района Тамбовской области). В 1939 году семья переехала в город Каменск-Шахтинский Ростовской области по месту жительства родственников. С июня 1942 по май 1943 года (в период оккупации немцами Ростовской области) был в рядах Красной армии, участвовал в создании оборонительных рубежей в районе города Моздока. В 1943 году вернулся в г. Каменск-Шахтинский и продолжил учёбу в школе. В ноябре 1944 году был призван в армию, а в декабре 1945 году демобилизован.

### Учёба
В 1946 году поступил в Новочеркасский политехнический институт на подготовительные курсы, а с сентября того же года стал студентом. Институт окончил в 1951 году по специальности «Геология и разведка месторождений полезных ископаемых».

### Трудовая и научная деятельность
В 1951 году направлен на работу в Венгрию старшим геологом советско-венгерского боксито-алюминиевого акционерного общества. При его активном участии в течение трёх лет разведаны крупные запасы бокситов в этой стране, которые поставлялись в виде руды и глинозема в СССР.
В 1954 году направлен в Восточный Казахстан, где на территории Восточно-Казахстанской и Семипалатинской областей в 1950-х годах разворачивались широкомасштабные геологоразведочные работы цветных и редких металлов, золота и других видов сырья. Работая здесь главным геологом и главным инженером геологической партии, затем — крупной экспедиции, главным инженером Восточно-Казахстанского геологического управления (1961—1966), В. В. Попов внёс крупный личный вклад в познание геологии, закономерностей формирования и размещения полиметаллических и других месторождений, в разработку принципов их прогнозирования, методов поисков и разведки. При его непосредственном участии и научно-производственном руководстве был открыт ряд новых, в том числе крупных, месторождений цветных металлов и расширены перспективы известных месторождений (награждён тремя дипломами и медалями Первооткрывателя месторождений).

#### Тишинское месторождение. ЖемчужинаРудного Алтая(«Руда пошла, руда!»)
Тишинское месторождение колчедано-полиметаллических руд в Восточно-Казахстанской области было открыто в 1958 году. Первая же скважина в октябре 1958 года не оставила сомнений в уникальности этого месторождения. Уже через три года (в 1961) запасы были утверждены в Государственной комиссии по запасам при Совете министров СССР (ГКЗ СССР). В 1962 году пересмотрен проект строительства цинкового завода с учётом руд Тишинского месторождения. Строительство завода объявлено Республиканской ударной комсомольской стройкой. В 1966 году из руд Тишинского месторождения выпущена первая продукция нового цинкового завода — металлический цинк и кадмий. Крупнейший в СССР завод построили за семь лет. Средства, потраченные на освоение Тишинки, вернули государству через три месяца после начала разработки. Через 14 лет (в 1972) лениногорский цинк марки «ЦВ» зарегистрирован на Лондонской бирже металлов как эталон качества. В настоящее время город Риддер продолжает жить, используя богатства открытых месторождений, в том числе Тишинского.
Из воспоминаний современников: «1962 г. Лениногорская ГРЭ. Продолжение разведки Тишинского месторождения на глубоких горизонтах.»

Шахтостроители, геологи, жители поселка — все ждали руду. Звонили из горкома, комбината, но дежурная телефонистка неизменно отвечала: «Руды нет». В последние дни к ожиданию примешивалась и тревога: в шахте дождем хлещет на людей вода, забойщики прошли уже десять метров за отметку, где по расчетам геологов должен был обнажиться пласт.

… Сделаем отступление. В 1960 году при проходке штольни в день, когда должна была пойти руда в месте закладки ствола, а она не пошла, — это стало известно в ЦК КП Казахстана, и далее в Москве в ЦК КПСС. Это были тяжелые дни. Грозные слова раздавались изо всех «кабинетов». Ночами не спали. Е. М. Селифонов, В. В. Попов, Б. В. Маньков, почти круглосуточно находились в забое.

… Как выяснилось позднее, попали в разлом. Рудное тело резко изгибалось. Так произошло и в 1962 году. «Неужели он вильнул в сторону? Тогда снова будут долгие дни тревожного ожидания, снова напряженная, до полной отдачи сил борьба с каменной твердью…»

Вероятно потому, что ожидали так долго и нетерпеливо, никто потом не мог припомнить, кто же первый закричал на весь забой: «Руда пошла, руда!»
Наряду с промышленной, Тишинское месторождение приобрело и научную значимость.

#### Перевод в Москву. Работа в Госплане СССР (1966—1991)
В 1966 году переведён в аппарат Мингео СССР на должность заместителя начальника управления цветных металлов и в этом же году назначен заместителем начальника отдела геологии и минеральных ресурсов Госплана СССР.

…Одной из сложнейших проблем традиционно был и остается до настоящего времени дефицит отечественного исходного сырья (бокситов). … В этой связи мне особенно живо вспоминются два примечательных события. В 1967 г. правительством был остро поставлен вопрос о необходимости расширения поисков бокситов и было поручено подготовить специальный проект постановления. Были рассмотрены и учтены все известные бокситоносные районы Урала, Коми АССР, Архангельской области, Казахстана, а также другие районы, где отмечались какие-либо проявления бокситов и имелись возможности открытия их месторождений (Восточная Сибирь, Узбекистан и др.). Перед отправкой в Совмин проект постановления был завизирован руководством Госплана — А. В. Сидоренко и П. Ф. Ломако. Последний с большим удовлетворением воспринял содержание проекта. Это мне довелось наблюдать лично в его рабочем кабинете. Прощаясь со мной, он вышел из-за стола и, крепко пожимая мне руку, тихо, буквально мне на ухо, сказал:
— «Поверь мне, если вы, геологи, дадите боксит, в стране будет большой алюминий.»

Второе событие, связанное с бокситовой проблемой, — это моя незабываемая командировка 1968 г. в бригаде специалистов из пяти человек в Югославию с целью проведения по поручению нашего правительства переговоров о возможности поставок бокситов в нашу страну. С представителями из правительства Югославии мы на автомобилях проехали по всем республикам (кроме Македонии), а также автономному округу Косово. Посетили все бокситовые рудники…. Главная цель заключалась в том, чтобы определить возможное количество поставок бокситов высокого качества, в том числе абразивных сортов. Был оформлен совместный протокол о возможном суммарном объёме поставок более 2 млн т бокситов в год. Этот документ лег впоследствии в основу межправительственного соглашения. Должен сказать, что принимали нас повсюду в этой стране как братьев, как самых близких друзей. В Косово руководство округа даже приглашало меня приехать снова с целью помочь рассмотреть их перспективы на бокситы и наметить направления геологоразведочных работ.

Не могу не выразить своего восторга перед сказочными красотами Адриатики. Мне довелось много поколесить по всем континентам (кроме Антарктиды), но побережье Адриатики произвело самое незабываемое впечатление.

…Выдающимся событием в моей работе было посещение Чили в 1972 г. в составе большой группы специалистов, возглавляемой зам. председателя Госплана М. А. Перцевым, который курировал в те годы металлургическую отрасль. Цель нашей группы (по приглашению президента С.Альенде) заключалась в ознакомлении с состоянием экономики этой страны и выработке рекомендаций по возможным направлениям экономических взаимосвязей Чили и СССР. Моя задача, как единственного геолога в группе, ограничивалась ознакомлением с геологической ситуацией и минеральными ресурсами. Много интересного пришлось увидеть в этой стране. Наиболее впечатляющей была поездка с президентом Альенде во второй по величине после Сантьяго промышленный город Консепсьон. В ней приняли участие супруга президента, наш посол с супругой, М. А. Перцев, я и наш переводчик. В Консепсьоне мы осмотрели большой сталеплавильный комбинат и угольные шахты в окрестностях города. Шахты расположены недалеко от берега Тихого океана, и добыча угля производится, в основном, из-под его дна. Очень о многом президент вел разговоры с руководителями предприятий и особенно с рабочими…. Он нас всюду представлял как советских друзей… Была небольшая прогулка по прекрасному парку вдоль берега океана. Все встречающиеся нам люди узнавали своего президента, многие останавливались, задавали вопросы, завязывались короткие беседы… Всюду мы наблюдали глубокое искреннее уважение чилийцев к своему президенту.
На другой день на огромной городской площади перед двухэтажным зданием управления губернатора собрался многотысячный митинг. С. Альенде с балкона второго этажа здания выступал с длинной (не менее двух часов) речью. Мы сидели в зале перед широко открытой на балкон дверью и имели возможность хорошо наблюдать за всем происходящим и слушать речь президента в переводе нашего переводчика. Оратор говорил обо всех трудностях жизни простого народа, о проблемах и задачах экономики…Площадь бурно выражала своё одобрение.
…В Сантьяго несколько раз побывал в геологическом институте, много беседовал с учеными-геологами о проблемах геологии и разведочных работ в Чили. На прощание они подарили мне геологическую карту Чили. По приезде домой я им в ответ выслал геологическую карту СССР.

…Последовавшие известные трагические события в Чили — свержение власти социалистов и гибель С. Альенде — круто изменили судьбу этой страны. У меня до сих пор бережно хранится скромный сувенир от президента Чили С. Альенде — прекрасный кошелек из светлой, мягкой, скрипящей кожи с его визитной карточкой внутри.
С 1978 по 1991 год занимал должность начальника Отдела геологии и минеральных ресурсов Госплана СССР. За этот 25-летний период (1966—1991) им выполнялась большая научная и практическая координационная работа по развитию минерально-сырьевой базы страны (являющейся и сейчас главным фундаментом экономики), разработке и научному геологическому и экономическому обоснованию важнейших направлений проведения геологоразведочных работ в целях обеспечения текущих и перспективных потребностей страны в разведанных ресурсах нефти и газа, в том числе в Западной и Восточной Сибири, в Прикаспии и на шельфе, металлических и нерудных видов сырья для чёрной и цветной металлургии, золото- и алмазодобывающей промышленности, производства минеральных удобрений. Главным направлением научной работы В. В. Попова было исследование одной из сложнейших проблем рудообразования — условий формирования и закономерностей размещения колчеданных медных и полиметаллических, а также стратиформных свинцово-цинковых, золоторудных и некоторых редкометальных месторождений и разработка критериев прогноза их выявления. По данной проблеме им сделан крупный вклад в геологическую науку.

Работа в Госплане требовала хороших знаний состояния минерально-сырьевого комплекса не только своей страны, но и мировой ситуации в этой области. Необходимо было стараться не отставать от геологической науки — много читать, писать статьи, книги, защищать диссертации, участвовать в международных геологических конгрессах и пр. На Московском конгрессе в 1984 г., который блестяще организовал и провел Е. А. Козловский, и на Вашингтонском в 1989 г. мне довелось выступать с научными докладами. Запомнились также Парижский в 1980 г. и Сиднейский в 1976 г. конгрессы. Не скрою, я испытывал на этих собраниях геологов глубокое удовлетворение и гордость за нашу науку и наших ученых. По этому поводу не могу сдержать себя, чтобы не рассказать хотя бы об одном эпизоде. Это было на Австралийском конгрессе в знаменитом Сиднейском университете. В большой и многолюдной аудитории на одном из заседаний председательствовал известнейший итальянский геолог Зуффарди. Прежде чем предоставить слово для доклада академику В. И. Смирнову, председательствующий не менее десяти минут говорил о его больших научных заслугах, его трудах, изданных на многих языках во многих странах. Я сидел рядом с Владимиром Ивановичем, жал ему руку. Это было необыкновенное, приятное чувство. Доклад прошел блестяще и вызвал горячие овации зала.
В конце 1991 года поступил в Институт рудных месторождений Российской Академии наук (ИГЕМ РАН) главным научным сотрудником. Продолжал свои исследования в указанных направлениях, делая, однако, главный акцент на изучение закономерностей формирования и размещения крупных и уникальных месторождений на Урале, в Западной и Восточной Сибири.
В 1960 году защитил кандидатскую («Геолого-структурные особенности и перспективы Лениногорского рудного района», Лениногорск), а в 1981 году — докторскую диссертации. Автор более 160 научных трудов, в том числе девяти монографий.

Могила Попова на Востряковском кладбище Москвы.

## Награды
За службу в Армии награждён медалью «За Победу над Германией в Великой Отечественной войне 1941—1945 гг.» и многими юбилейными медалями.
За труд в развитии минерально-сырьевой базы страны награждён двумя орденами Трудового Красного Знамени (1966;1980), орденом Дружбы народов (1987). За открытие и ускоренную разведку крупных месторождений в 1963 году стал лауреатом Ленинской премии, а за комплекс металлогенических исследований и разработку прогнозных карт в 1985 году присуждена Государственная премия СССР.

## Почётные звания
- Почетный разведчик недр
- Первооткрыватель месторождения (трижды)

## Семья
Отец — Василий Матвеевич Попов; мать — Ольга Тимофеевна Попова.
Жена — Мария Васильевна Попова (р. 1926);
дети:
- Владимир (р. 1952, Будапешт), Василий (р. 1953, Будапешт).

## Воспоминания современников
Академик Н. П. Лавёров писал: «Редактор (Н. П. Лавёров — прим.) и второй автор книги (Ю. Г. Сафонов — прим.) едины в своей оценке выдающегося вклада доктора геолого-минералогических наук Виктора Васильевича Попова в создание и развитие минерально-сырьевой базы СССР, а соответственно, в МСБ сегодняшней России. Огромный опыт В. В. Попова позволяет делать важные рекомендации для решения актуальных проблем в минерально-сырьевом обеспечении топливно-энергетического и металлургического комплексов, в использовании этих комплексов для экономического и социального развития страны» (из предисловия к книге В. В. Попова, Ю. Г. Сафонова «Минерально-сырьевая база топливно-энергетического и металлургического комплексов России: состояние, перспективы освоения и развития (2006-2020-2050 г.г.)».